# 化学構造

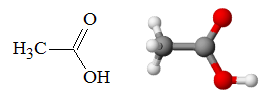
酢酸の構造式（左）と立体モデル（右）。
構造式は化学構造の化学的性質を特性基でシンボル化しているのに対し、分子立体モデルは分子構造の位置情報を厳密に表現する。

化学構造（かがくこうぞう、英語: chemical structure）とは、物質の化学的性質を分子などの内部構造と関連させた概念であり、その表記方法は化学式として表される。分子を構成する構造的な位置情報である分子構造は分子立体モデルで表される。
すなわち、特定の化学的性質は固有の分子構造に起因するという化学的パラダイムが化学構造である。それゆえ、化学構造の要素である特性基や官能基は化学的性質の概念と密接に関連している。
今日の分子構造概念は、量子力学に基づいて分布する電子と原子核の配置を定式化した分子軌道法の予測結果として理解され、個々の分子やそれを構成する原子の振舞を研究する分子動力学は電子と原子核との間に生じる静電相互作用を力学的に解析する、物理学に立脚した物理化学的な分子像である。
それに対して今日の応用化学や特に有機化学の領域においては厳密な分子構造ではなく化学構造を使って化学変化や化学的性質を把握する場面が多い。これは単に構造を表しているだけではなく、その構造が有する化学的性質とその理論的背景を具象化することが、その研究対象を表現する上で有用なためである。
化学構造論の原点は有機化学の領域ではアウグスト・ケクレとアーチボルド・クーパーが確立した構造論であり、無機化学の領域ではアルフレート・ヴェルナーの配位説である。化学構造論以前の化学においては、化学的性質は物質を構成する元素の成分比により決定づけられると考えられていた。
これらの化学構造の理論が、今日のように分子構造を原子核物理学や量子力学の諸法則が確立する以前に成立したことは特筆に値する。すなわち、化学構造の理論は原子の物理的挙動から演繹的に導かれたものではなく、化合物や反応における化学的性質から帰納的に導き出されたものである。そして今日では化学構造の概念は物理化学的な諸理論により再検証され補正・発展している。このように化学理論と物理理論の統合が進展した結果、化学構造と分子構造とは概念的に同一視できるまでになってきている。